# Mhitar iz Sebaste
Mhitar iz Sebaste (17. veljače 1676. – 27. travnja 1749.) bio je armenski katolički redovnik, učenjak i teolog koji je utemeljio red mekitaraca.
Red je osnovao 8. rujna 1710. u Carigradu. Sveta Stolica priznaje ga 1712. za vrhovnog opata Kongregacije. Mletačko im vijeće daje na raspolaganje mletački otočić San Lazzaro s istoimenim samostanom.

### Djela
- „Tumačenje Propovjednika” (Eklezijasta);
- „Slovnica jezika grabar” (1730.);
- „Armenska slovnica narodnoga jezika”;
- „Armenski rječnik”, sv. 1. (1749.);
- „Armenska kateheza”;
- „Armenska Biblija”.

Umro je 27. travnja 1749. godine.

### Članci
- Bagdasarov, Artur. 2017. Kratak pregled povijesti Armenske Katoličke Crkve. Crkva u svijetu. Sveučilište u Splitu - Katolički bogoslovni fakultet. Split. 52 (1): 89–100